# Kolektivní vyjednávání (Star Trek: Stanice Deep Space Nine)
Kolektivní vyjednávání (v anglickém originále Bar Association) je v pořadí šestnáctá epizoda čtvrté sezóny seriálu Star Trek: Stanice Deep Space Nine.

## Příběh
Roma trápí ušní infekce, jenže kvůli tvrdým Quarkovým pracovním podmínkám si ani nemůže zajít k lékaři, takže zkolabuje. Doktor Bashir mu při ošetření navrhne, aby založil odbory, ale Rom odmítne. Quark poté kvůli nízkým tržbám sníží všem plat o třetinu a to už je dostatečná motivace, aby Rom odbory založil. Jejich požadavky jsou vyšší plat, kratší pracovní doba a placená nemocenská. Quark se jim samozřejmě vysměje a Rom vyhlásí stávku. Quark se nastalou situaci pokusí vyřešit s pomocí holografických číšníků a poté podplatí Roma, jenže neuspěje. Navíc stávkující ruší provoz na promenádě, takže kapitán Sisko dá Quarkovi ultimátum, aby stávku ukončil, jinak mu Federace zruší bezplatný nájem na stanici Deep Space Nine.
Na stanici se objeví obávaný likvidátor Brunt v doprovodu dvou Nausicaanů a jeho úkolem je pomoci Quarkovi vyřešit nastalou situaci. Brunt pohrozí stávkujícím finančními tresty a když neuspěje, Nausicaani pro výstrahu zmlátí Quarka. Quark tedy v tajnosti všechny Romovy požadavky splní a ten na oplátku na oko odbory zruší. Roma vítězství povzbudí natolik, že dá u Quarka výpověď a stane se členem diagnostické a opravárenské noční čety na stanici Deep Space Nine.